# Standortübungsplatz Landau
Standortübungsplatz Landau este o arie protejată (arie specială de conservare — SAC, sit de importanță comunitară — SCI) din Germania întinsă pe o suprafață de 218 ha, integral pe uscat.

## Localizare
Centrul sitului Standortübungsplatz Landau este situat la coordonatele 49°10′51″N 8°07′52″E / 49.1808°N 8.1311°E.

## Înființare
Situl Standortübungsplatz Landau a fost declarat sit de importanță comunitară în martie 2001 pentru a proteja 2 specii de animale. Situl a fost protejat și ca arie specială de conservare în octombrie 2005.

## Biodiversitate
Situată în ecoregiunea continentală, aria protejată conține 2 habitate naturale: Pajiști uscate seminaturale și facies de acoperire cu tufișuri pe substraturi calcaroase (Festuco-Brometalia) (* situri importante pentru orhidee), Fânețe de joasă altitudine (Alopecurus pratensis, Sanguisorba officinalis).
La baza desemnării sitului se află mai multe specii protejate:
- mamifere (1): liliac comun (Myotis myotis)
- nevertebrate (1): Euplagia quadripunctaria